# نادي النصر (عمان)
نادي النصر  هو أحد أندية محافظة ظفار  وبالتحديد مدينة صلالة، ويعد من أبرز الأندية شعبية في سلطنة عمان وأكثرها جماهيرية. وله إنجازات كبيرة في مسيرة الكرة العمانية والرياضة بشكل عام.   
تأسس النادي مع تولي السلطان قابوس مقاليد الحكم في منتصف عام 1970، وكان يرأسه في ذلك الوقت الشيخ/بخيت بن سعيد الشكل الشنفري وكان مقره في منطقة الحافة بجانب قصر الحصن، وبعد عامين تقريبًا اندمج النادي مع نادي الشاطئ بمرسوم سلطاني تحت مسمى نادي النصر، وانتقل بعدها مقر النادي إلى منطقة القوف بالحافة. ويعتبر ملعبه واحدا ً من أشهر ملاعب الاندية حيث كان أول نادي معشب في السلطنة.

## تشكيلة الفريق موسم 2024/2025
| رقم | مركز  | اسم                             |
| --- | ----- | ------------------------------- |
| -   | حارس  | إبراهيم الراجحي                 |
| -   | حارس  | عمر الغابشي                     |
| -   | مدافع | محمود مبروك المشيفري            |
| -   | مدافع | أحمد آل بيريكي                  |
| -   | مدافع | يوسف علي                        |
| -   | مدافع | فهد الهاشمي                     |
| -   | مدافع | حسين علي عوض بيت نسيب           |
| -   | وسط   | عبد السلام بلوشي                |
| -   | وسط   | أنور مبارك                      |
| -   | وسط   | عبد الماجد سعيد                 |
| -   | وسط   | شوقي حماد                       |
| -   | وسط   | عمر عادل أحمد                   |
| -   | وسط   | سلطان سعيد بشير بيت بخيت بن علي |
| -   | وسط   | يوسف علي                        |
| -   | وسط   | عبد الله نوح بلال الحمر         |
| -   | وسط   | حسين نسيب                       |
| -   | وسط   | روك إيلسنر                      |
| -   | وسط   | عبدالله المغيني                 |
| -   | وسط   | مجدي الصوري                     |
| -   | مهاجم | إيتور دانيال                    |
| -   | مهاجم | خالد الهاجري قالب:المدير الفني  |

## تشكيلة الفريق موسم 2018/2019
| رقم | مركز  | اسم                  |
| --- | ----- | -------------------- |
| -   | حارس  | أحمد فرج الرواحي     |
| -   | حارس  | عبدالسلام البلوشي    |
| -   | حارس  | يوسف الشيادي         |
| -   | مدافع | خالد البريكي         |
| -   | مدافع | محمود مبروك المشيفري |
| -   | مدافع | أحمد عبدالحليم       |
| -   | مدافع | خالد إسكندر          |
| -   | مدافع | أنور مبارك           |
| -   | مدافع | عبدالله سعيد الصوري  |
| -   | مدافع | مزيان عوض            |
| -   | مدافع | فهمي دوربين          |
| -   | مدافع | فهد نصيب             |

| رقم | مركز  | اسم                           |
| --- | ----- | ----------------------------- |
| -   | وسط   | حمد توريه                     |
| -   | وسط   | عمر الفزاري                   |
| -   | وسط   | عمر المالكي                   |
| -   | وسط   | مجدي شنشون                    |
| -   | وسط   | عبد الله نوح                  |
| -   | وسط   | دانيال ايتور                  |
| -   | وسط   | شوقي الرقادي                  |
| -   | وسط   | حمد الحبسي                    |
| -   | وسط   | مروان طلال                    |
| -   | مهاجم | خالد الهاجري                  |
| -   | مهاجم | شيكا سوري فوفانا عبدالله زاهر |

|}

## إنجازاته

### أولاً: على المستوى المحلي
- - بطل الدوري العماني لكرة القدم: 5 مرات
- 1979/1980
- 1980/1981
- 1988/1989
- 1997/1998
- 2003/2004
  - وصيف الدوري أعوام:
- 1982/1983
- 1984/1985
- 1989/1990
- 1998/1999
- 1999/2000
- 2018/2019
  - كأس صاحب الجلالة السلطان قابوس بن سعيد لكرة القدم: 5 مرات
- 1995
- 2000
- 2002
- 2005
- 2018
  - وصيف كأس صاحب الجلالة السلطان قابوس بن سعيد لكرة القدم أعوام:
- 1981
- 1986
- 1987
- 1988
- 1999
- 2001
  - بطل كأس السوبر العماني لكرة القدم:

```
*
2018
```

- - بطل كاس النخبة لكرة القدم.
- 2002.
- بطل كاس الاتحاد العماني لكرة القدم (كاس مازدا).

2016
- - كأس صاحب الجلالة السلطان قابوس بن سعيد للشباب (أفضل نادٍ على مستوى السلطنة)3 مرات
  - المركز الأول:
- 2000
- 2001
- 2011
  - المركز الثاني:
- 2004
  - المركز الثالث:
- 2002
- 2006
  - المركز الرابع:
- 2003.
  - بطولة كأس مهرجان خريف صلالة لكرة القدم أعوام:
- 2000
- 2001
- 2002
- 2007
- 2008
- 2013
- 2015
  - بطل السلطنة للشباب لكرة القدم
- 1998.
  - بطولة السلطنة للناشئين لكرة القدم2 مرتين
- 1999.
- 1986.
  - بطولة السلطنة للأشبال لكرة القدم
- 1991.

### ثانياً: على المستوى الإقليمي
- شارك النادي في بطولة أندية مجلس التعاون أبطال الدوري والكأس عام 2007م وصل دور الـ 4
- شارك النادي في بطولة أندية مجلس التعاون أبطال الدوري والكأس عام 2006م
- شارك النادي في بطولة مارس للأشبال بمملكة البحرين عام 1986 وحقق المركز الثالث.
- شارك النادي في البطولة الأسيوية أبطال الدوري عام 1990م.
- شارك النادي في البطولة الأسيوية أبطال الكأس عام 1996م ووصل إلى دور الـ 8.
- شارك النادي في بطولة مجلس التعاون الخليجي بالكويت عام 2000م.
- شارك النادي في البطولة العربية (بطولة كل العرب) عام 2003م.
- شارك النادي في بطولة كأس الاتحاد الأسيوي عام 2006م ووصل دور الـ 8.

### ثالثاً: انجازات النادي في الألعاب الرياضية الأخرى
- - بطل كأس مولانا السلطان قابوس للهوكي (الفريق الأول) أعوام
- 2006
- 2007
- 2009
- 2010
- 2013
- 2014
  - وصيف كأس مولانا السلطان قابوس للهوكي (الفريق الأول) أعوام
- 2008
- 2011
  - المركز الأول دوري عام السلطنة علي مستوي السلطنة
- 2008
- 2013
  - المركز الأول دوري عام السلطنة علي مستوي السلطنة الشباب
- 2007
- المركز الأول على مستوى محافظة ظفار لتنس الطاولة أعوام:
  - (2000م و2001م و2002م و2003م و2004م و2005م).
- المركز الثاني على مستوى السلطنة لتنس الطاولة 2007م.
- المركز الأول على مستوى المحافظة لكرة السلة للشباب أعوام:
  - (2000م و2001م و2002م و2003م و2004م و2005م).
- المركز الثاني على مستوى السلطنة لكرة السلة عام 2003م.
- درع الدرجة الثانية لكرة اليد (الفريق الأول) عام 2005م.
- المركز الأول على مستوى السلطنة لكرة اليد (فئة الشباب) عام 2005م.
- المركز الثاني على مستوى السلطنة لكرة اليد (فئة الناشئين) عام 2003م و2004م.
- المركز الأول على مستوى المحافظة للدراجات الهوائية أعوام:
  - (2000م و2001م و2002م و2003م و2004م و2005م).
- المركز الثالث على مستوى السلطنة للدراجات الهوائية عامي 2003م و2004م.
- المركز الأول لألعاب القوى على مستوى المحافظة والثاني على مستوى السلطنة عام 2005م.
- المركز الثاني على مستوى المحافظة لألعاب القوى أعوام:
  - (2000م و2001م و2002م و2003م و2004م).
- المركز الأول للهوكي على مستوى المحافظة للشباب أعوام: (2000م و2001م و2007م).
- المركز الثاني للهوكي على مستوى المحافظة للشباب عام 2003م.
- المركز الثالث للهوكي على مستوى المحافظة للشباب عامي 2002م و2004م.
- المركز الأول للهوكي على مستوى المحافظة للناشئين عام 2007م.
- المركز الثاني للهوكي على مستوى السلطنة للشباب عام 2007م.
- المركز الثالث للهوكي على مستوى المحافظة للناشئين عام 2007م.
- المركز الأول على مستوى المحافظة في الألعاب التقليدية 2007م.

## روابط إضافية
- Official site